# Paul Hunter
Paul Alan Hunter (ur. 14 października 1978 w Leeds, zm. 9 października 2006 w Huddersfield) – snookerzysta angielski. W swojej karierze wbił 114 breaków stupunktowych.

## Kariera
W 1998 odniósł swoje pierwsze zawodowe zwycięstwo turniejowe, triumfując w Regal Welsh Open (po pokonaniu w finale Johna Higginsa). W tym samym roku został wyróżniony nagrodą Stowarzyszenia Dziennikarzy Snookerowych dla Młodego Zawodnika Sezonu.
Ponownie triumfował w Welsh Open w 2002; ponadto wygrywał British Open (2002) i trzykrotnie turniej Masters (2001, 2002, 2004). Półfinalista mistrzostw świata w 2003, przegrał z Kenem Dohertym. W Mistrzostwach świata 2006 r. odpadł w tzw. pierwszej rundzie telewizyjnej po przegranej 5:10 z Australijczykiem Neilem Robertsonem. 
Latem 2004 r. na Jamajce Paul Hunter zawarł związek małżeński z Lyndsey Fell. 26 grudnia 2005 r. urodziła się ich córeczka Evie Rose.
Wiosną 2005 roku Paul Hunter dowiedział się, że ma nowotwór układu pokarmowego (okrężnicy). Pomimo raka brał udział w turniejach. Do końca nie poddał się chorobie i próbował z nią walczyć, ale kilkukrotne chemioterapie nie przyniosły rezultatów. 27 lipca 2006 r. WPBSA ogłosiła, że – w drodze wyjątku – zamraża na bieżący sezon miejsce Paula Huntera w rankingu (34.) tak, aby mógł poświęcić ten rok dla ratowania zdrowia.
Jego stan pogorszył się gwałtownie w październiku 2006 roku i Paul Hunter trafił do hospicjum, gdzie zmarł kilka dni później, 9 października 2006 roku, na 5 dni przed 28. urodzinami. Hunter odszedł, pozostawiając żonę Lindsey i córeczkę Evie Rose, która urodziła się niespełna rok wcześniej, w drugi dzień świąt Bożego Narodzenia 2005 roku. Pogrzeb odbył się 19 października i zgromadził wielu fanów Huntera i zawodników snookera – jego przyjaciel Matthew Stevens niósł trumnę, na uroczystości pojawili się też między innymi Ronnie O’Sullivan i Jimmy White.

## Miejsca w turniejach
| British Open                   | -  | -  | -  | 2R | SF | -  | -  | W  | QF | 1R | -  |
| LG Cup/ Grand Prix             | -  | -  | 2R | -  | 2R | QF | 2R | QF | 2R | SF | 1R |
| UK Championship                | 1R | QF | -  | SF | -  | -  | 2R | 2R | QF | 2R | 2R |
| Irish Masters                  | -  | -  | -  | -  | -  | -  | -  | SF | 2R | 2R | -  |
| Scottish Open                  | -  | -  | 2R | QF | -  | SF | -  | -  | F  | -  | -  |
| European Open /Malta Cup       | -  | 1R | -  | -  | -  | -  | -  | 2R | QF | -  | -  |
| Welsh Open                     | SF | -  | W  | -  | 2R | F  | W  | SF | QF | 1R | 1R |
| China Open                     | -  | -  | -  | -  | -  | QF | 2R | -  | -  | QF | 1R |
| Nierankingowe turnieje         |    |    |    |    |    |    |    |    |    |    |    |
| The Masters                    | -  | 1R | -  | -  | 1R | W  | W  | SF | W  | 1R | 1R |
| Premier League                 | -  | -  | -  | -  | -  | -  | -  | -  | 1R | 1R | -  |
| Irish Masters                  | -  | -  | -  | -  | -  | -  | 2R | -  | -  | -  | -  |
| Scottish Masters               | -  | -  | -  | 1R | -  | -  | 1R | QF | -  | -  | -  |
| Malta Cup                      | -  | -  | -  | -  | -  | -  | -  | -  | -  | 1R | 1R |
| Grand Prix Fürth               | -  | -  | -  | -  | -  | -  | -  | -  | -  | W  | -  |
| MŚ                             |    |    |    |    |    |    |    |    |    |    |    |
| Mistrzostwa świata w snookerze | -  | -  | -  | 1R | 1R | 2R | 1R | SF | 2R | 1R | 1R |

Legenda: xR (odpadnięcie w x rundzie), QF – ćwierćfinał, SF – półfinał, F – finał, W – zwycięstwo

## Upamiętnienie
W 2007 roku na cześć Paula Huntera dotychczasowy turniej Fürth German Classic (w którym Hunter w 2004 roku tryumfował - wtedy turniej nazywał się Grand Prix Fürth) został przemianowany na Paul Hunter Classic.
Od 2017 roku trofeum zdobywane w turnieju Masters nosi nazwę Paul Hunter Trophy.